# Provincia de Zoundwéogo
Zoundwéogo es una de las 45 provincias de Burkina Faso, su capital es Manga.

## Departamentos (población estimada a 1 de julio de 2018)
La provincia está dividida en siete departamentos:
- Béré 40,587
- Bindé 49,961
- Gogo 54,931
- Gomboussougou 63,023
- Guiba 40,315
- Manga 46,283
- Nobéré 43,730